# Santísima Trinidad (forte)
Santísima Trinidad era una fortezza del Regno del Cile esistita sulla riva settentrionale del fiume Bío Bío, in quella che oggi è la provincia di Biobío.

## Storia
Fu costruito sulla riva del fiume proprio in faccia a Espíritu Santo dal Governatore Reale del Cile Alonso de Sotomayor, nel 1585. Fu abbandonato dallo stesso governatore nel 1591, e distrutto dagli indiani durante la grande rivolta Mapuche che seguì alla morte del governatore Martín García Óñez de Loyola. Fu ricostruito nel 1603 dal governatore Alonso de Ribera, ma scomparve pochi anni dopo.